# Annick Cojean

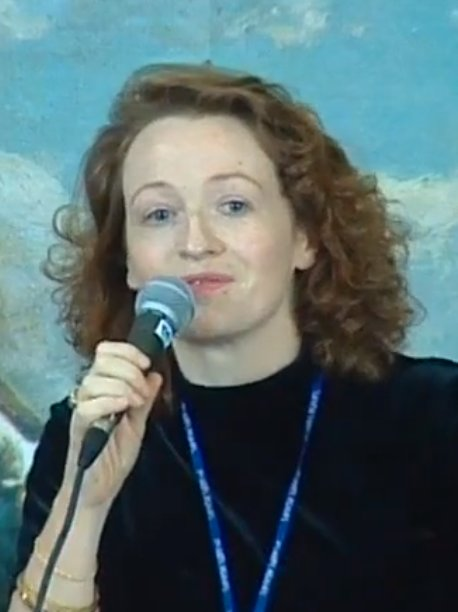
Annick Cojean (1999)

Annick Cojean ([ko'ʒɑ̃]; * 2. August 1957 in Brest, Bretagne) ist eine französische Journalistin. Sie arbeitet für die linksliberale Pariser Zeitung Le Monde sowie für das Fernsehen.

## Leben
Annick Cojean ist Absolventin der Elitehochschule Sciences Po und arbeitet seit 1981 für Le Monde. Sie wurde mit Artikeln über Diana Spencer und Isabelle Adjani bekannt. Sie hat eine eigene Sendung auf dem öffentlich-rechtlichen Kanal France 5, wo sie die Sendung Empreintes (zu deutsch Fußspuren) moderiert.
Sie hat mehrere Bücher veröffentlicht, darunter zwei Titel über bekannte Fotografen von Magnum Photos, nämlich über Marc Riboud und Martine Franck sowie zwei Reisebücher über Kanada und Australien.
Cojean ist Mitglied der Fondation franco-américaine zur Pflege der Beziehungen zwischen den Vereinigten Staaten und Frankreich. Sie erhielt 1996 den Albert-Londres-Preis für ein Werk über die Überlebenden des Holocaust.
2012 erschien ihr Buch über den libyschen „Revolutionsführer“ Muammar al-Gaddafi, in dem sie Menschenrechtsverletzungen an zahlreichen jungen Mädchen durch diesen behauptet. Im März 2013 erschien es auch auf Deutsch im Berliner Aufbau-Verlag. Inzwischen ist auch eine Übersetzung ins Arabische erschienen.

## Schriften
- Cap sur le Grand Nord. Éditions du Seuil, Paris 1999, ISBN  978-2-02-036713-4.
- L'Échappée australienne. Éditions du Seuil, Paris 2001, ISBN 978-202-050670-0.
- Marc Riboud, 50 ans de photographie. (mit Catherine Chaine), Éditions Flammarion, Paris 2004, ISBN 978-2-08-011306-1.
- Martine Frank. Actes Sud, Arles 2007, ISBN 978-2-7427-6725-0.
- Niemand hört mein Schreien. Gefangen im Palast Gaddafis. Aus dem Französischen von Claudia Puls und Waltraud Schwarze, Aufbau-Verlag, Berlin 2013, ISBN 978-3-351-02766-7.  (Original: Les Proies: dans le harem de Kadhafi, Éditions Grasset, Paris 2012, ISBN 978-2-246-79880-4.)